# Hanna Saba
Pour les articles homonymes, voir Saba.
Hanna Saba (en arabe: حنا سايا), né le 23 juillet 1909 à Damiette et mort le 29 septembre 1992, est un diplomate et juriste égyptien.

## Biographie

### Jeunesse et études
Fils d'un conseiller d'État, il suivit ses études au collège des Jésuites du Caire, puis sorti diplômé de l'École libre des sciences politiques de Paris et docteur en droit de la faculté de droit de Paris.

### Parcours professionnel
En 1943, il est nommé substitut du Conseil d'État au ministère égyptien des Affaires étrangères.
Il est nommé conseiller d'ambassade en 1945.
Il participe au nom de l'Égypte à la Conférence de San Francisco, puis à la création de la Ligue arabe.
En 1946, il joue un rôle important pour régler les différends entre l'Empire d'Iran et l'URSS en Azerbaïdjan. Il prend part aux négociations à Londres pour le départ des troupes britanniques, ainsi qu'au traité d'union entre l'Égypte et le Soudan.
Il rejoint les Nations unies à New York en 1946 en tant que directeur de la Division des traité du Secrétariat.
Il est nommé ministre plénipotentiaire en 1952.
Puis, il rejoint l'Unesco à Paris en 1950 comme conseiller juridique, et devient sous-directeur général de l'Unesco en 1967.
Il sauva à deux reprises le Monastère Sainte-Catherine du Sinaï de projets touristiques.
Il est grand officier de l'ordre du Mérite égyptien, officier de l'ordre du Nil, grand-croix du Mérite de l'ordre de Malte, grand officier de la Légion d'honneur.

## Ouvrages
- 40 ans qui ont transformé le monde, 2005 (préface de Philippe de Saint Robert)
- La charte internationale des droits de l'homme, son élaboration et son application dans un monde multiculturel, 1984
- La protection du patrimoine culturel mobilier: Recueil de textes législatifs, 1979 (en anglais en 1984)
- Textes juridiques en matière de protection et de promotion du patrimoine naturel et culturel, 1978
- La Convention et la Recommandation de l'UNESCO concernant la lutte contre la discrimination dans le domaine de l'enseignement, 1960
- Limitations to the Growth of Personnel Management in Lebanon and Egypt, 1957
- Les accords régionaux dans la charte de l'ONU, 1952
- Certains aspects de l'évolution dans la technique des traités et conventions internationales..., 1950
- Certains aspects de l'évolution dans la technique des traités, 1948
- L'activité quasi-législative des institutions spécialisées des Nations-Unies